# دریاچه کوسوفسکویه
دریاچه کوسوفسکویه (انگلیسی: Kosovskoye Lake) یک دریاچه در استان نووگورود کشور روسیه است.